# Baltasar Gracián
Baltasar Gracián y Morales (Belmonte de Calatayud, província de Saragoça, 8 de janeiro de 1601 – Tarazona, província de Saragoça, 6 de dezembro de 1658) foi um jesuíta e escritor pertencente ao Século de Ouro Espanhol, assim como o poeta Francisco de Quevedo (1580-1654) e o dramaturgo e poeta Calderón de la Barca (1600-1681). Dentre as obras mais importantes de Gracián encontra-se o romance O Criticon, uma das obras mais importantes de toda literatura espanhola, ainda não disponível em português. Sua qualidade é comparada a Dom Quixote de Miguel de Cervantes. De cunho filosófico, sua obra mais notória é A Arte da Prudência, um conjunto de trezentos aforismas sobre o bem viver.

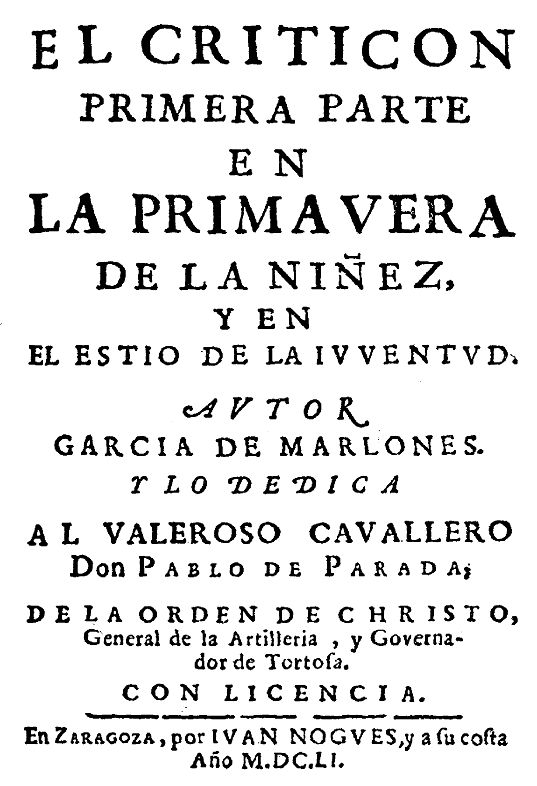
Criticón, primeira edição (1651)

## Biografia
Gracián era aragonês, assim como Francisco Goya (1746-1828) e Luis Buñuel (1900-1983). O município no qual nasceu chama-se então Belmonte de Calatayud, até o ano de 1985 quando – em homenagem a este jesuíta – passou-se a chamar Belmonte de Gracián. São escassas as notícias sobre sua infância. Era filho de um médico, chamado Francisco. Sua mãe, natural de Calatayud, chamava-se Ângela. Ele teve pelo menos quatro irmãos, todos pertencentes às ordens religiosas. Na sua infância estudou em sua cidade natal, mas em 1617 vai para Toledo, morando por dois anos com seu tio Antônio Gracián, capelão de San Juan de los Reyes. Ali Baltasar aprendeu lógica e latim. Em 1619, aos 18 anos, entrou para a Companhia de Jesus, em Tarragona. Com uma excepcional formação anterior, ele foi dispensado de dois anos de estudo obrigatório de ciências humanas. Em 1627 é ordenado sacerdote. Não demorou para surgirem confrontos com os próprios jesuítas de Valência. Dali ele foi transferido, em 1630, indo assumir o comando das aulas de teologia moral em Lérida, na Catalunha.
Baltazar Gracián retorna a Aragão no verão de 1636. Dedica-se ao ensino, sobretudo no colégio de Huesca, no qual entra em contato com os meios esclarecidos. Esta fase tem importância capital na vida deste jesuíta. Ele conhece don Vincencio Juán de Lastanosa (1607–1681), que se tornará seu fiel amigo e seu principal editor. Foi com ele que publicou seu primeiro livro El Heroe, em 1637. Lastanosa era um nobre, um erudito e um colecionador. Transformou sua casa em um museu, possuía uma biblioteca com mais de sete mil títulos, algo raríssimo naquela época. Esta propriedade, de requintados jardins, era frequentada pela inteligência da época. Ali Baltazar Gracián conheceu o poeta Manuel de Salinas y Lizana e o historiador Juan Francisco Andrés de Uztarroz. Além de professor, Gracián já ganha fama como um ótimo pregador.
Depois de passar por Saragoça (1639), vai para Madri, nomeado capelão do marquês de Leganés. Madri é, para ele, uma grande decepção. Ele era um religioso, mas um homem das letras. Gracián imaginava, na capital, prosperar na literatura. Isso não acontece. Gracián participa da guerra da Catalunha. Sua conduta corajosa durante o cerco de Lérida, em 1646, lhe vale a alcunha de “Pai da Vitória”. Mas tal empenho o adoece. Ele é enviado para Valência para se recuperar. A biblioteca do hospital o ajuda a publicar El Discreto (1646), obra que será lançada em Huesca. Até 1650, nesta localidade, ele lecionará teologia moral. É neste período que melhor se dedica à literatura. A Arte da Prudência (1647) e Agudeza y arte de engenho (1648) são obras deste período.
No ano de 1650 vai para Saragoça e recebe o título de Mestre das Escrituras. No ano seguinte publica a primeira parte de sua obra prima, O Criticon. Tal publicação não contou com a anuência da Companhia de Jesus. Isto lhe rendeu novos problemas com os jesuítas. Mesmo com a proibição expressa por parte de seus superiores, dois anos depois, em 1653, publica a segunda parte desta obra. Ele recebe novas e pesadas críticas.
Em 1655 Gracián parecia ter arrefecido seus ânimos, para o sossego de seus superiores. Consegue assim a autorização para publicar El Comungatorio, um livro devocional. Entretanto, dois anos depois, em 1657, Gracián publica a terceira e última parte desta que é sua mais importante obra literária, O Criticon. Sofreu protestos públicos por parte de Jacinto Piquer, o responsável pela ordem jesuítica de Aragão. Também sofre críticas por parte de Goswin Niekel, o geral da Companhia. Foi condenado ao regime de pão e água. Perde qualquer acesso a papel e tinta, também fica impedido de lecionar. Podemos pensar que sua condenação não ocorre apenas pelo conteúdo de sua obra, mas também pela indisciplina. Ele fazia parte de uma ordem de inspiração militar. A autoridade superior era zelosa de sua independência para com o Santo Ofício e a disciplina, dentro da ordem, era a virtude preponderante.
Nesta situação, Baltasar Gracián pede seu desligamento da Companhia de Jesus. Ele desejava ingressar uma ordem ascética ou mendicante. Goswin Niekel exila Gracián em um mosteiro, na pequena cidade de Graus, província de Aragão. Depois, o manda para um colégio em Terrazona. Ali, sua decadência física se aguça. Gracián falece, provavelmente, no dia 6 de dezembro de 1658, aos cinquenta e sete anos. Acredita-se que tenha sido enterrado em vala comum, no terreno do próprio colégio.

## Estilo
Baltasar Gracián é um representante do conceptismo, uma vertente do barroco espanhol. A escrita de Gracián é concisa, densa, sóbria e recheada de sentenças polissêmicas. Ela é, por vezes, lacônica, sem deixar de sustentar riqueza e pluralidade de significados. Apontado por muitos críticos como autor pessimista (o que é coerente com o período barroco), Gracián apresenta um mundo hostil, onde o homem é um ser malicioso e vacilante. Ele é um moralista crítico, que direciona quase a totalidade de suas ideias para o homem e o seu papel no mundo. Ele guarda sim, algum otimismo, traços humanistas e renascentistas, mas o seu anseio por conhecer o homem a partir de sua alma, deixa sobressair o amargor e o desengano. 
O conceptismo busca reatar os laços perdidos. A cuidadosa ordem medieval já se encontra em ruínas. Os jesuítas contam com rivais – como os jansenistas – e a Espanha da Contrarreforma parece não querer entrar na modernidade. Gracián encontra-se desconfortável entre um mundo que já não é mais e outro que parece muito distante de se estabelecer. Neste momento, a Espanha parece preferir uma decadência arrogante, como diria o ensaísta belga Jean-Claude Masson. O jansenismo abraçou a primazia do espírito sobre a matéria e o mundo aparente. Eles foram influenciados pelo pensamento de Santo Agostinho, e este, por sua vez, é um herdeiro do platonismo. Do outro lado, na contramão desta tradição, a filosofia de Baltasar Gracián tem sua dívida com o pensamento tomista e, por conseguinte, com o aristotélico. A aparência deve ser reabilitada e a ocasião tem sua relevância. Escreve ele no aforismo 14 em A Arte da prudência: “Não basta a substância, requer-se também a circunstância. Um mau modo a tudo estraga, até a justiça e a razão. O bom a tudo supre; doura o não, adoça a verdade e enfeita até a velhice. É grande o papel do como nas coisas, e bom jeito é o taful das coisas. O bel portar-se é a gala do viver, desempeço singular de todo bom termo”.
Pode não ser fácil sistematizar o pensamento deste aragonês; alguma unidade, ressalta Unamono, aparece no seu estilo, no seu tom.

## A Arte da Prudência
A palavra “prudência” é proveniente do grego φρóνησις (phrónesis). Eventualmente ela é traduzida como “sabedoria prática”. No livro IV da República, Platão afirma que ela se aplica a todas as matérias do homem. A prudência é um juízo sadio. Por ser a virtude daquele que é moralmente judicioso e sadio, a prudência é a virtude do governante. Para Aristóteles, a prudência é o hábito de agir de acordo com aquilo que é bom ou mau. Para este filósofo, ela não é nem uma ciência e nem uma técnica ou arte por não se encontrar uma distinção entre o fazer e a ação.
Ao longo da história do ocidente esta palavra adquiriu novos significados. Na modernidade o conceito de prudência ganhou uma maior “mundanidade”, por ter ganho uma conotação ainda mais próxima ao seu aspecto prático. Em Baltasar Gracián este termo tem o sentido de “sabedoria de vida”, “sabedoria mundana”. Baltasar não menciona tal palavra mais que uma vez nesta obra, apenas no aforisma XCVI, onde podemos ler: “Da grande sindérese. É o trono da razão, base da prudência com a qual custa pouco o acertar. É dádiva do céu e a mais desejada, por ser primeira e melhor”. A Arte da Prudência - a obra de maior notoriedade deste espanhol no Brasil - é a reunião de trezentos aforismas. São máximas endereçadas ao homem comum. Baltasar Gracián não distingue classe social, sendo chamado por vezes de “Maquiavel da vida privada”. Esta é a sua modernidade. Gracián dirige-se ao indivíduo, ao sujeito que – diferentemente da Idade Média – já se encontra envolto em diferentes autonomias. É a autonomia moral que se torna o foco deste breviário. Se Maquiavel (1469 – 1527) desejava aconselhar o príncipe na arte de bem governar, se Baldassare Castiglione (1478 – 1529) desejava aconselhar o cortesão na arte de bem viver, Baltasar Gracián destina este almanaque ao homem comum. O seu intuito é ajudar qualquer um a sobreviver no mundo ordinário, no cotidiano da vida.
Sua escrita, em A Arte da Prudência, é aguda. Em espanhol dá-se o nome de agudeza. Gracián utiliza-se de elipses e concentra, em cada linha, um denso material. A leitura exige concentração e pausas reflexivas. Sua forma é tão refinada quanto a densidade de seu conteúdo.
Esta obra foi admirada por François de La Rochefoucauld, Voltaire, Jacques Lacan, Vladimir Jankélévitch, Philippe Sollers, Guy Debord e Frédéric Schiffter. Além destes, Arthur Schopenhauer (que traduziu esta obra para o alemão) e Nietzsche foram especialmente influenciados por Baltasar Gracián. Graças a eles, o jesuíta aragonês ganhou notoriedade na Alemanha.

## Obras
- El Heroe, 1637
- El Político Fernando, 1640
- Arte de ingenio, 1642
- El Discreto, 1646
- Oráculo manual y arte da prudência, 1647
- Agudeza y arte de ingenio, 1648
- El Comulgatório, 1655
- El Criticón (3vol.) 1651-1657